# Billings (Misuri)
Billings es una ciudad ubicada en el condado de Christian en el estado estadounidense de Misuri. En el Censo de 2010 tenía una población de 1035 habitantes y una densidad poblacional de 447 personas por km².

## Geografía
Billings se encuentra ubicada en las coordenadas 37°3′44″N 93°33′14″O / 37.06222, -93.55389. Según la Oficina del Censo de los Estados Unidos, Billings tiene una superficie total de 2.32 km², de la cual 2.31 km² corresponden a tierra firme y (0.11%) 0 km² es agua.

## Demografía
Según el censo de 2010, había 1035 personas residiendo en Billings. La densidad de población era de 447 hab./km². De los 1035 habitantes, Billings estaba compuesto por el 96.81% blancos, el 0.29% eran afroamericanos, el 0.97% eran amerindios, el 0.19% eran asiáticos, el 0% eran isleños del Pacífico, el 0.58% eran de otras razas y el 1.16% pertenecían a dos o más razas. Del total de la población el 0.97% eran hispanos o latinos de cualquier raza.